# Ramiro (còmic)
Ramiro, és el nom d'un personatge i d'una sèrie de còmic, creada l'any 1974 pel dibuixant William Vance, sobre un guió de Jacques Stoquart. Jove espanyol del segle xiii, Ramiro és l'encarregat de diverses missions pel rei Alfons VIII. Les seves aventures es publiquen del 1974 al 1989.

## Argument
Ramiro és un jove, fill il·legítim del rei de Castella que li confia diverses missions difícils. La seva primera missió és protegir els pelegrins i acompanyar-los a Santiago de Compostel·la. Després ha de recuperar un tresor visigot cobejat pels moriscos. El seu escuder Jos l'acompanya en les seves aventures.

## Marc històric, autors
L'escenari històric de les aventures de Ramiro és Espanya en temps del rei Alfons VIII de Castella, que s'adapta a William Vance, que gaudeix dibuixant els paisatges de la seva pàtria adoptiva, Espanya.
Amb una gran riquesa gràfica, ofereixen una reproducció fidel de l'Espanya medieval.
Els dibuixos de Vance són acolorits per la seva esposa Petra. Amb una gran riquesa gràfica, ofereixen una reproducció fidel d'Espanya medieval.
Jacques Stoquart és el guionista dels primers episodis. William Vance pren el relleu per convertir-se en l'autor complet d'aquest fresc històric.

## Publicació
La sèrie es va estrenar el 1974 i es va editar primer el 1974-1975 a Femmes d'aujourd'hui per als primers episodis, els següents apareixen directament en àlbums a partir de 1977 fins a l'any 1989.

### Albums
1. Le bâtard
2. Ramiro et le charlatan
3. Traquenard à Conques - Mission pour Compostelle 1 (publicada prèviament a Femmes d'aujourd'hui amb el títol L'inconnue du Puy)
4. Le secret du Breton - Mission pour Compostelle 2
5. Les gardiens du Bierzo - Mission pour Compostelle 3
6. Tonnerre sur la Galice - Mission pour Compostelle 4
7. Ils étaient cinq - Le trésor des Wisigoths 1
8. Les otages - Le trésor des Wisigoths 2
9. Qui es-tu, Wisigoth ? - 1. Les yeux du Guadiana